# Bombardeo del cuartel general de Hezbolá
El 27 de septiembre de 2024, Hasán Nasralá, secretario general de Hezbolá, fue asesinado en un ataque aéreo israelí en Beirut. El ataque tuvo lugar mientras los dirigentes de Hezbolá se reunían en una sede situada debajo de edificios residenciales en Haret Hreik, en el suburbio de Dahieh, al sur de Beirut.  La operación, llevada a cabo por el 119.º Escuadrón de la Fuerza Aérea israelí utilizando cazas F-16I, implicó el lanzamiento de más de 80 bombas, incluidas algunas de 2300 kilos fabricadas en Estados Unidos, bombas antibúnkeres que destruyeron el cuartel general subterráneo así como los edificios cercanos. Las Fuerzas de Defensa de Israel (FDI) bautizaron la operación como Nuevo Orden (en hebreo: סדר חדש‎, romanizado: Seder Hadash).
Inicialmente, la condición de Nasralá era incierta, pero el 28 de septiembre de 2024, las FDI anunciaron su muerte, una afirmación posteriormente confirmada por Hezbolá. El ataque causó al menos 33 muertos y más de 195 heridos, incluidos civiles. Ali Karaki, comandante del Frente Sur de Hezbolá, también murió en el ataque, junto con otros comandantes de alto rango. Los informes iraníes indican que Abbas Nilforoushan, comandante adjunto del Cuerpo de la Guardia Revolucionaria Islámica (CGRI) y comandante de la Fuerza Quds en el Líbano, también murió.
El primer ministro libanés Najib Mikati condenó este y otros ataques israelíes anteriores en el Líbano. Antes del ataque, el primer ministro israelí, Benjamin Netanyahu, se dirigió a las Naciones Unidas (ONU), reafirmando el compromiso de Israel con su campaña contra Hezbolá. El primer ministro libanés, Najib Mikati, ha denunciado los actuales ataques israelíes como "una guerra de exterminio" contra el Líbano. A principios de septiembre, Hezbolá sufrió lo que se ha descrito como algunos de los reveses más graves del grupo, incluidas las explosiones de sus dispositivos de comunicación portátiles el 17 y 18 de septiembre y la muerte el 20 de septiembre de Ibrahim Aqil, comandante de la fuerza de élite Redwan. En julio, otro alto dirigente militar de Hezbolá, Fuad Shukr, también murió en Beirut. Desde el 23 de septiembre de 2024, cuando Israel inició sus ataques aéreos contra el Líbano, los ataques israelíes han matado a más de 700 personas, han herido a más de 5000, y han desplazado a cientos de miles de civiles libaneses.

## Antecedentes
Un día después de que Hamás lanzara sus ataques del 7 de octubre de 2023 contra Israel y este comenzara a bombardear Gaza matando a numerosas personas, Hezbolá se unió al conflicto, afirmando su solidaridad con Palestina. Desde entonces, Hezbolá e Israel han estado involucrados en intercambios militares transfronterizos que han desplazado comunidades enteras en Israel y Líbano, con daños significativos a edificios y tierras a lo largo de la frontera. Entre el 7 de octubre de 2023 y el 20 de septiembre de 2024 se produjeron 10.200 ataques transfronterizos, de los cuales Israel -según Al Jazeera- lanzó 8.300.
Más de 96.000 personas en Israel  y aproximadamente 500.000 en el Líbano han sido desplazadas. Al 24 de agosto de 2024, se habían confirmado 564 muertes en el Líbano, incluidos 133 civiles. Israel y Hezbolá han mantenido sus ataques a un nivel que causa daño sin escalar hacia una guerra a gran escala.
Hezbolá ha declarado que seguirá atacando a Israel hasta que éste detenga sus operaciones en Gaza. Israel exigió que Hezbolá implemente la Resolución 1701 del Consejo de Seguridad de las Naciones Unidas (RCSNU 1701) y retire sus fuerzas al norte del río Litani. Tanto Israel como Hezbolá tienen obligaciones pendientes en virtud de la Resolución 1701 del Consejo de Seguridad de las Naciones Unidas. Los esfuerzos diplomáticos, encabezados por el enviado estadounidense Amos Hochstein y Francia, hasta ahora no han logrado resolver el conflicto. A última hora del 16 de septiembre de 2024, el Gabinete de Seguridad de Israel estableció un nuevo objetivo de guerra entre Israel y Hamás: el regreso seguro al norte de los residentes desplazados por el conflicto transfronterizo con el Líbano. Este objetivo se añadió a los dos objetivos existentes: desmantelar Hamás y lograr la liberación de los rehenes tomados durante los ataques del 7 de octubre.
Los días 17 y 18 de septiembre de 2024, miles de buscapersonas portátiles y walkie-talkies explotaron en una serie coordinada de ataques. Las explosiones mataron a 42 personas e hirieron al menos a 3.500, incluidos muchos civiles. Un funcionario anónimo de Hezbolá dijo a Reuters que 1.500 combatientes de Hezbolá fueron retirados de combate debido a sus heridas. A pesar de que Israel niega su implicación en el ataque, fuentes israelíes anónimas dijeron a Reuters y otros medios que el mismo fue orquestado por el servicio de inteligencia israelí (Mossad) y el ejército.
En respuesta, Hezbolá, que calificó el ataque como una posible declaración de guerra por parte de Israel, lanzó un ataque con cohetes contra el norte de Israel unos días después. El 20 de septiembre de 2024, las tensiones aumentaron aún más después de que Ibrahim Aqil muriera en un ataque israelí en Beirut, junto con otros comandantes superiores de la unidad. Tras aconsejar a los ciudadanos libaneses que evacuaran el lugar, Israel inició ataques aéreos el 23 de septiembre.
El 25 de septiembre, Estados Unidos y la Unión Europea publicaron una declaración en la que pedían un alto el fuego de 21 días. La declaración también fue firmada por Australia, Canadá, Francia, Alemania, Italia, Japón, Arabia Saudita, los Emiratos Árabes Unidos, el Reino Unido y Catar. Los funcionarios estadounidenses dijeron que Netanyahu había aceptado esto, pero al día siguiente Netanyahu negó cualquier participación en este plan, dejando a los funcionarios estadounidenses supuestamente "furiosos". Netanyahu luego dio marcha atrás y dijo que compartía los objetivos de la propuesta estadounidense.

### Hasán Nasralá

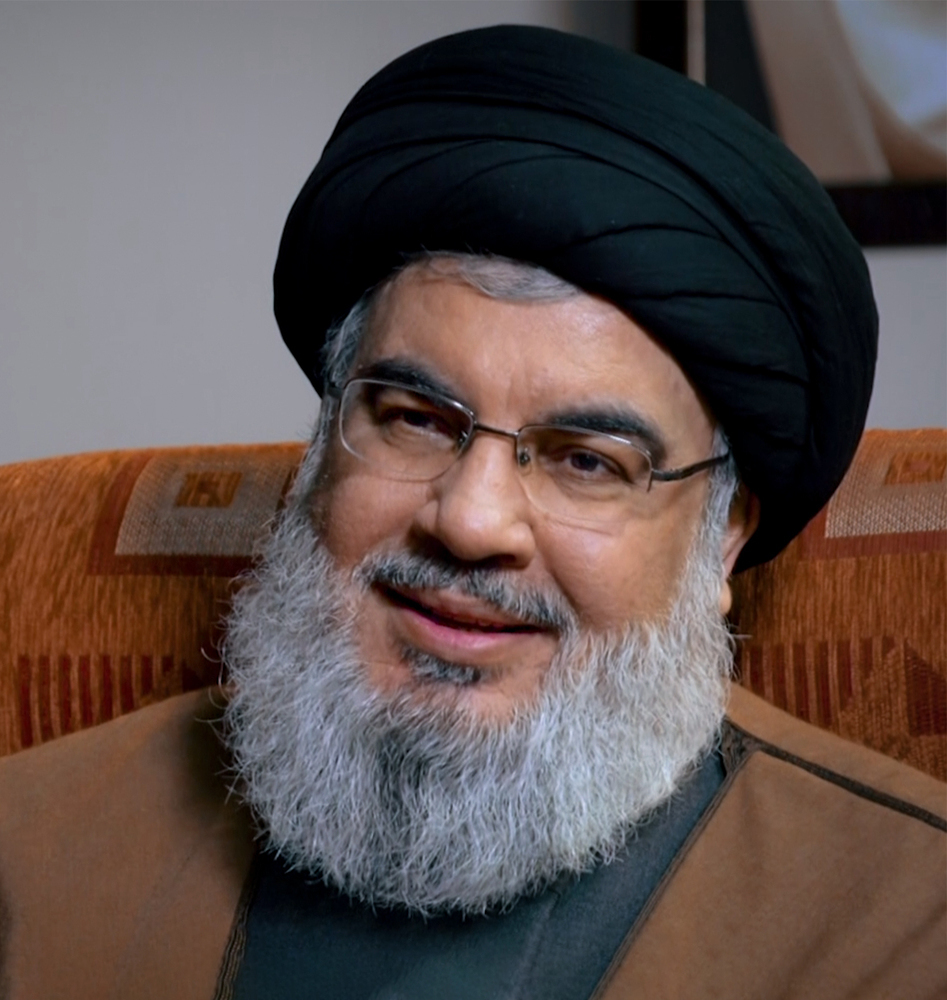
Nasralá, fotografiado en 2019

Hasán Nasralá fue un líder político del Movimiento Amal, pero lo abandonó después de que comenzara la invasión israelí del Líbano en 1982. Se unió a Hezbolá poco después de su formación y fue elegido secretario general de la organización en 1992.  Inmediatamente se propuso concentrar a Hezbolá en la lucha contra la ocupación israelí del sur del Líbano. Lideró a Hezbolá en la lucha contra las operaciones militares israelíes de 1993 y 1996, y después de la masacre de Qana, su popularidad se disparó en el Líbano.  Su tiempo al mando transformó a Hezbolá en el actor no estatal más fuertemente armado del mundo, con su ala paramilitar superando en fuerza al Ejército libanés. Sus discursos frecuentemente incluían sentimientos antiisraelíes y antioccidentales. Nasralá también se alineó estrechamente con Irán e influyó en Hezbolá de otras maneras significativas a lo largo de su mandato.
Si bien en la década de 1990 Nasralá era popular entre los chiitas libaneses —y en cierta medida en el mundo árabe y musulmán  —, los gobiernos israelí y estadounidense lo detestaban.  Sin embargo, el papel de Hezbolá en la emboscada a una unidad de patrulla fronteriza israelí antes de la Guerra del Líbano de 2006 fue objeto de críticas locales y regionales. Durante la guerra civil siria, Hezbolá luchó del lado de Bashar al-Assad. Aunque Hezbolá ayudó a Asad a mantenerse en el poder, su popularidad disminuyó drásticamente dado que Asad se había convertido en un paria en el mundo árabe.
La popularidad de Hezbolá volvió a aumentar después del inicio de las hostilidades entre Israel y Hezbolá en octubre de 2023. Bajo su liderazgo, Hezbolá enfrentó críticas por su presunta participación en el asesinato en 2005 del primer ministro libanés Rafic Hariri  y la explosión del puerto de Beirut en 2020.   También ha promovido constantemente el " Eje de la Resistencia", una red de milicias apoyadas por Irán y centradas en oponerse a Israel y a los Estados Unidos.
En octubre de 1992, Israel intentó asesinar a Nasralá.  En mayo de 2004, funcionarios libaneses dijeron que habían frustrado un complot israelí para matarlo.  En la guerra de 2006, Israel lanzó muchas bombas sobre edificios que podrían haber albergado a Nasralá. 
Un funcionario estadounidense dijo a ABC News que Nasralá y varios asociados estaban en Beirut para una breve visita durante el ataque. Según The New York Times, los líderes israelíes habían rastreado la ubicación de Hasán Nasralá durante meses y optaron por atacarlo una semana antes del asesinato, creyendo que tenían un plazo limitado antes de que se trasladara a otro lugar.

## Ataque

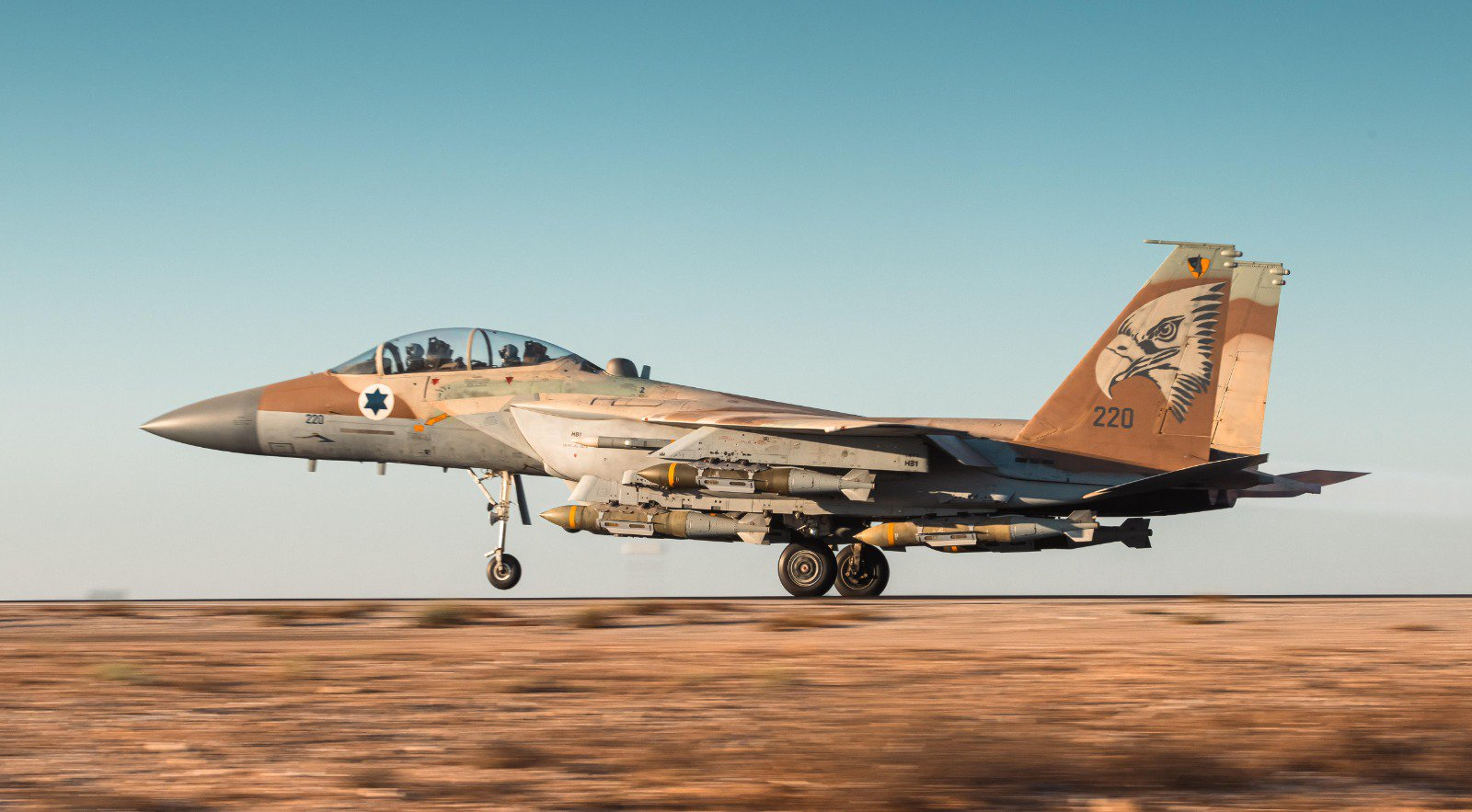
Un F-15 partiendo de una base aérea israelí el 27 de septiembre de 2024, transportando munición guiada para el ataque aéreo.

El 27 de septiembre de 2024, la Fuerza Aérea Israelí (FAI) llevó a cabo un ataque aéreo contra la sede central de Hezbolá, ubicada en el barrio de Haret Hreik, en el suburbio Dahieh de Beirut. Los informes de los medios de comunicación confirmaron que el líder de Hezbolá, Hasán Nasralá, era el objetivo previsto del ataque aéreo. El ataque fue llevado a cabo por el 119.º Escuadrón "Bat", utilizando aviones de combate F-16I Sufa, o por el 69.º Escuadrón utilizando aviones F-15I Ra'ams. Las FDI emplearon varias toneladas de municiones, incluidas municiones de 2.300 kilogramos, armas antibúnker que fueron creadas en 2021. Dos funcionarios dijeron que más de 80 bombas fueron lanzadas en cuestión de minutos durante la operación, aunque no especificaron el peso ni el tipo de las bombas. Según The New York Times, las FDI utilizaron ocho aviones equipados con más de 15 bombas de 900 kg, incluyendo la BLU-109 de fabricación estadounidense con un kit JDAM, para matar a Nasralá.
El ataque se produjo poco después de que el primer ministro israelí, Benjamin Netanyahu, se dirigiera a la Asamblea General de las Naciones Unidas y prometiera que la campaña de Israel contra Hezbolá continuaría. La Oficina del Primer Ministro compartió una fotografía que, según dice, muestra a Netanyahu aprobando el ataque aéreo, aparentemente tomada antes de partir para hablar en la Asamblea General de la ONU. Según se informa, la imagen muestra a Netanyahu en su hotel de Nueva York con su secretario militar y su jefe de gabinete.
No hubo información inmediata sobre víctimas en el ataque. El portavoz de las FDI, contralmirante Daniel Hagari, declaró que el objetivo era la sede principal de Hezbolá, ubicada debajo de edificios residenciales. El canal de televisión Al-Manar de Hezbolá informó que cuatro edificios quedaron reducidos a escombros como resultado de la explosión, que fue tan poderosa que los temblores se sintieron hasta 30 km al norte de Beirut. Se vieron ambulancias dirigiéndose al lugar, acompañadas por sirenas aullando. Según la Agencia Nacional de Noticias, propiedad estatal, los ataques fueron un cinturón de fuego que se extendió desde las afueras de Bourj el-Barajneh, llegando hasta Haret Hreik. Las imágenes tomadas poco después de la explosión revelaron un gran cráter.

## Secuelas

### Confirmación de la muerte de Nasralá
El 28 de septiembre de 2024, las Fuerzas de Defensa de Israel anunciaron la muerte de Nasralá, después de lo cual fue confirmada en una declaración por Hezbolá.  La confirmación se produjo un día después de que se informara del ataque. El estado de Nasralá al principio era incierto.

### Otras bajas
Se sabe que la zona atacada por Israel está muy densamente poblada. La zona impactada consistía en edificios de apartamentos civiles construidos sobre instalaciones subterráneas de Hezbolá; varias estructuras quedaron completamente reducidas a escombros y se pudo ver una destrucción generalizada como consecuencia del ataque. Las estimaciones iniciales de los funcionarios de defensa israelíes sugieren que alrededor de 300 personas murieron, incluida posiblemente la hija de Nasralá. Los informes del Ministerio de Salud libanés registraron al menos 33 muertos y 195 heridos hasta el 28 de septiembre, aunque aún no se ha buscado en la mayoría de los escombros y es casi seguro que el número aumentará, ya que hay docenas de desaparecidos.
Hezbolá también confirmó la muerte de Ali Karaki, comandante del Frente Sur de Hezbolá, junto con otros comandantes de alto rango. Abbas Nilforoushan, comandante adjunto del Cuerpo de la Guardia Revolucionaria Islámica (CGRI) y comandante de la Fuerza Quds en el Líbano, y Hasán Khalil Yassin, miembro de alto rango del grupo de inteligencia de Hezbolá, también fueron asesinados.

### Sucesión
Se cree que Hashim Safi Al Din, segundo al mando de Hezbolá, sucederá a Nasralá como secretario general de Hezbolá según varios informes. Safi Al Din es primo de Nasralá y, como él, es clérigo. También se informó que sobrevivió al ataque a la sede de Hezbolá.
Al Jazeera identificó a Naim Qassem como otro posible sucesor.

## Reacciones

### Hezbolá y sus aliados
Hezbolá declaró en un mensaje que continuaría su lucha contra Israel. Tras el anuncio de la muerte de Nasralá, el canal de televisión Al-Manar, afiliado a Hezbolá, emitió versículos del Corán. Los partidarios de Hezbolá salieron inmediatamente a las calles lamentando su muerte y se oyeron disparos.
El Movimiento Amal, la contraparte chií de Hezbolá, dijo que la muerte de Nasralá no debilitaría la resistencia. Llamó a Nasralá un "mártir" y prometió permanecer "hombro con hombro, corazón con corazón y brazo con brazo" contra Israel. El aliado cristiano de Hezbolá, Michel Aoun, expresó sus condolencias a la familia de Nasralá y afirmó que "el Líbano ha perdido a un líder excepcional que lideró la resistencia nacional".

### Líbano
El primer ministro Najib Mikati denunció el ataque y pidió a los civiles libaneses que "permanezcan unidos frente a la agresión".
En Beirut, se desplegaron tanques del ejército libanés cerca del puente Burj Al Ghazal para evitar enfrentamientos entre barrios chiitas y cristianos. En la parte oriental de la ciudad, donde los rivales políticos de Hezbolá tienen influencia, algunos residentes han reaccionado a la muerte de Nasralá con una mezcla de sorpresa y alegría.
El Líbano ha anunciado tres días de luto por Nasralá y Mikati ha declarado que el luto oficial comenzará el lunes con banderas ondeando a media asta en los edificios públicos.

### Irán
El 29 de septiembre, el New York Times informó que los funcionarios iraníes debatieron cómo responder a la muerte de Nasralá. En una reunión de alto nivel, los miembros conservadores, incluido Saeed Jalili, instaron a un rápido ataque de represalia contra Israel para establecer la disuasión. Sin embargo, el presidente Pezeshkian advirtió contra caer en la trampa de una guerra de mayor envergadura. Otros moderados advirtieron que atacar a Israel podría conducir a ataques devastadores contra la infraestructura de Irán, dada la crisis económica del país.

### Internacional
- China: El Ministerio de Exteriores afirmó  tras los ataques que Israel viola la soberanía libanesa.[112]

- Francia: El Ministerio para Europa y de Asuntos Exteriores afirmó que está contactando con las autoridades libanesas para evitar una mayor inestabilidad después del ataque.[113]

- Alemania: La ministra de Asuntos Exteriores, Annalena Baerbock, declaró que el ataque es "altamente peligroso" y "amenaza con desestabilizar a todo el Líbano", y añadió que "no favorece en modo alguno la seguridad de Israel"..[114]

- Israel: El Jefe del Estado Mayor de las Fuerzas de Defensa de Israel, Herzi Halevi, declaró que "este no es el final de nuestra caja de herramientas", y agregó que "aquellos que amenazan a los ciudadanos del Estado de Israel, sabremos cómo llegar a ellos, en el Norte, en el Sur e incluso en lugares más distantes".[115] El primer ministro Benjamin Netanyahu regresó temprano de un viaje a los Estados Unidos al día siguiente del ataque,[116] que según se informa había aprobado mientras estaba en Nueva York, donde se dirigió a las Naciones Unidas.[117]

- Palestina: El presidente de la Autoridad Palestina, Mahmoud Abbas, ofreció sus condolencias tras el ataque, el Comité Ejecutivo de la Organización para la Liberación de Palestina también emitió una declaración ofreciendo condolencias por el "martirio de Sayyed Hasán Nasralá y las víctimas civiles asesinadas por el ataque de la ocupación israelí".[118]

- Irak: El primer ministro Mohammed Shia' Al Sudani y el clérigo Muqtada al-Sadr declararon tres días de luto en todo el país.[119] Las manifestaciones en apoyo de Nasralá estallaron en las gobernaciones de Basora y Karbala y en Bagdad, donde los manifestantes bloquearon las carreteras que conducen a la Zona Verde. El gran ayatolá de Irak, Ali al-Sistani, condenó el asesinato y dijo que Nasralá no sólo era importante para la resistencia palestina, sino también para la lucha contra el ISIS.[120]

- Rusia: El Ministerio de Asuntos Exteriores condenó el asesinato de Israel, advirtiendo que podría intensificar la violencia en el Líbano y el Medio Oriente, y pidió el cese inmediato de las hostilidades.[121] El ministro de Asuntos Exteriores, Serguéi Lavrov declaró que el país está preocupado por el ataque aéreo israelí que mató a Nasralá.[122]

- Sudáfrica: El Ministerio de Asuntos Exteriores condenó las «ejecuciones extrajudiciales» y mostró su solidaridad con las autoridades libanesas.[123]

- Siria: El Ministerio de Asuntos Exteriores condenó el ataque.[124] En Idlib, controlada por los rebeldes, los habitantes locales celebraron la muerte de Nasralá distribuyendo dulces, considerándolo un «carnicero» responsable del sufrimiento y las muertes de los sirios durante la guerra civil siria.[125][126] El Partido Social Nacionalista Sirio publicó un comunicado lamentando la muerte de Nasralá.[127]

- Turquía: El ministro de Asuntos Exteriores, Hakan Fidan, afirmó que Nasralá era una figura importante para el Líbano y Oriente Medio y que será difícil reemplazarlo.[128]

- Estados Unidos: El secretario de Defensa, Lloyd Austin, le dijo a Yoav Gallant que está decidido a evitar que Irán amplíe el conflicto y afirmó: «Expresé mi pleno apoyo al derecho de Israel a defenderse y a su pueblo contra los grupos terroristas respaldados por Irán».[129] El presidente de la Cámara de Representantes, Mike Johnson, el líder de la mayoría de la Cámara de Representantes, Steve Scalise, y la presidenta de la Conferencia Republicana de la Cámara de Representantes, Elise Stefanik, emitieron una declaración conjunta en la que afirmaban: «El reinado de derramamiento de sangre, opresión y terror de Hasán Nasralá ha llegado a su fin» y «El mundo es mejor sin él».[102] El presidente Joe Biden declaró que «la muerte de Nasralá en un ataque aéreo israelí es una medida de justicia para sus numerosas víctimas, entre ellas miles de civiles estadounidenses, israelíes y libaneses. Estados Unidos apoya plenamente el derecho de Israel a defenderse de Hezbolá, Hamás, los hutíes y cualquier otro grupo terrorista apoyado por Irán». Dijo que ordenó al secretario de Defensa reforzar las fuerzas militares estadounidenses en Oriente Medio para disuadir la agresión y reducir el riesgo de una guerra regional más amplia, al tiempo que apunta a reducir la escalada de los conflictos en Gaza y el Líbano a través de la diplomacia.[130][131] La vicepresidenta Kamala Harris llamó a Nasralá un «terrorista con sangre estadounidense en sus manos».[132]

### Grupos militantes
Hamás y el movimiento hutí yemení emitieron declaraciones de luto por Nasralá.  Un misil balístico tierra-tierra lanzado desde Yemen hacia el centro de Israel fue derribado por el sistema de defensa Arrow.

## Análisis de la prensa
The Economist señaló que «la muerte de Nasralá cambiará el Líbano y la región de maneras que habrían sido impensables hace un año». Según el periódico, «quienquiera que tome las riendas se enfrentará al momento más precario en las cuatro décadas de historia de Hezbolá. No es sólo que Israel haya eliminado a casi toda su cúpula militar, borrando siglos de experiencia en cuestión de dos meses. Es también que el grupo se encuentra humillado frente a un público libanés que ya había llegado a resentir a Hezbolá por su dominio autoritario de la política».
En un artículo publicado en The New York Times, Farnaz Fassihi afirmó que el asesinato de Nasralá eliminó a una figura clave del círculo íntimo del líder supremo, el ayatolá Ali Khamenei, ya que Irán había pasado cuarenta años desarrollando a Hezbolá como parte crucial de su red de milicias, diseñada para actuar como una defensa de primera línea contra Israel. Tras el ataque del 27 de septiembre, The New York Times informó que Jamenei convocó una reunión de emergencia del Consejo Supremo de Seguridad Nacional en su residencia. Las autoridades dijeron a Reuters que Jamenei había sido trasladado a un lugar seguro en Irán bajo mayores medidas de seguridad.
El Wall Street Journal informó que los ataques de Israel contra Hezbolá, marcados por una importante penetración de inteligencia y que culminaron con la muerte de Nasralá, ponen de relieve el error de cálculo del grupo respecto de la resistencia de Israel y el poder de Irán. Según su análisis, «en retrospectiva, este fue el resultado de dos errores estratégicos por parte de Nasralá: subestimar enormemente a Israel, su enemigo, y sobreestimar las capacidades de su patrón, Irán, y su red de grupos militantes aliados en la región».